# Treinta y nueve artículos

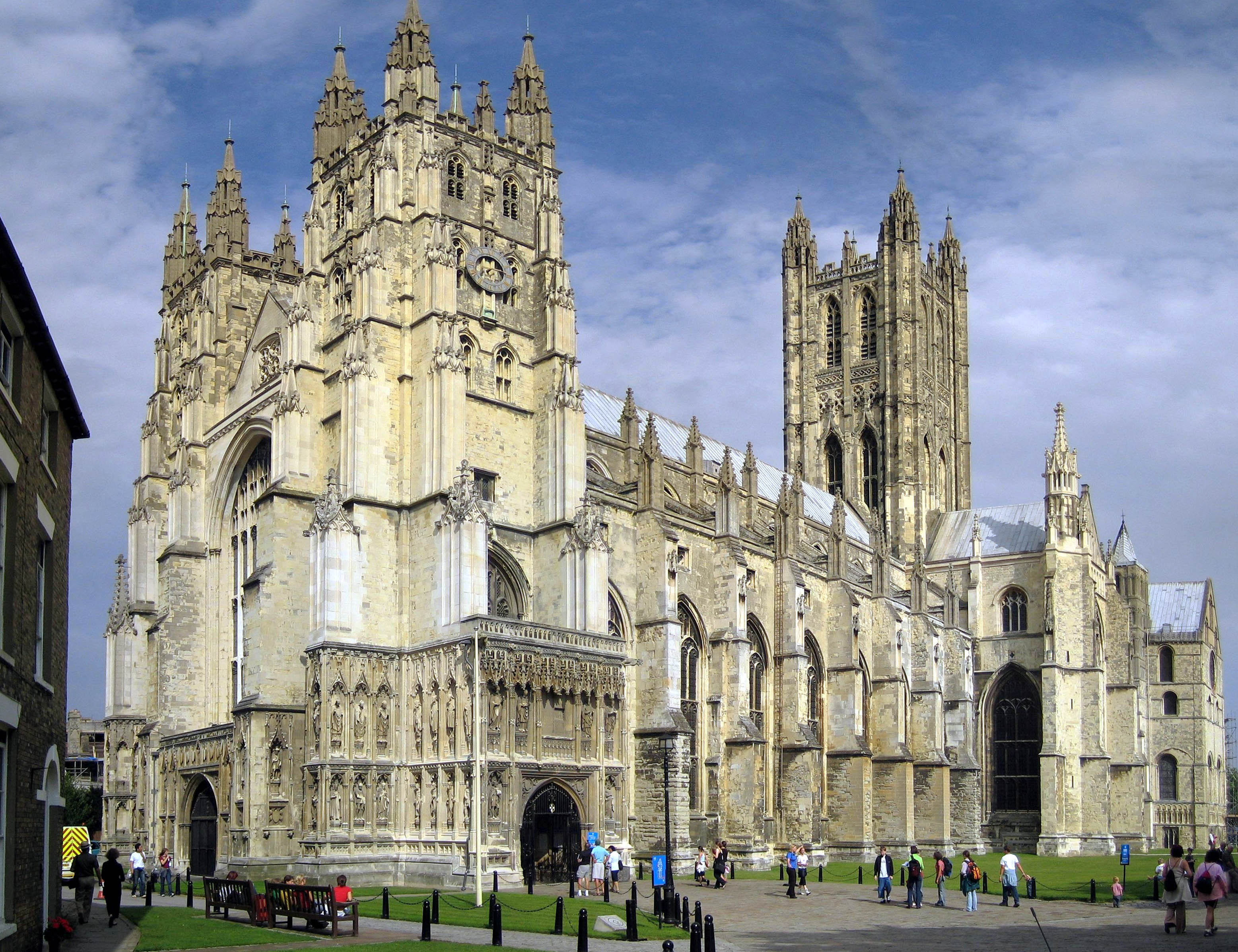
Catedral del arzobispo de Canterbury de la Iglesia de Inglaterra

Los Treinta y Nueve Artículos de Religión (comúnmente abreviados como los Treinta y Nueve Artículos o los XXXIX Artículos), finalizados en 1571, son las declaraciones históricamente definitorias de las doctrinas y prácticas de la Iglesia de Inglaterra con respecto a las controversias de la Reforma anglicana. Los Treinta y Nueve Artículos forman parte del Libro de Oración Común utilizado por la Iglesia de Inglaterra y la Comunión anglicana mundial (incluyendo la Iglesia Episcopal), así como por denominaciones fuera de la Comunión anglicana que se identifican con la tradición anglicana (ver movimiento anglicano continuo).
Cuando Enrique VIII rompió con la Iglesia católica y fue excomulgado, comenzó la reforma de la Iglesia de Inglaterra, que estaría encabezada por el monarca (él mismo), en lugar del papa. En este punto, necesitaba determinar cuáles serían sus doctrinas y prácticas en relación con la Iglesia de Roma y los nuevos movimientos protestantes en Europa continental. Se escribieron una serie de documentos definitorios y se reemplazaron durante un período de treinta años a medida que la situación doctrinal y política cambiaba desde la excomunión de Enrique VIII en 1533, hasta la excomunión de Isabel I en 1570. Estas posiciones comenzaron con los Diez Artículos en 1536, y concluyeron con la finalización de los Treinta y Nueve Artículos en 1571. Los Treinta y Nueve Artículos en última instancia sirvieron para definir la doctrina de la Iglesia de Inglaterra en relación con la doctrina calvinista y la práctica católica.
Los artículos pasaron por al menos cinco revisiones importantes antes de su finalización en 1571. El primer intento fueron los Diez Artículos en 1536, que mostraban algunas inclinaciones ligeramente protestantes, resultado del deseo inglés de una alianza política con los príncipes luteranos alemanes. La siguiente revisión fueron los Seis Artículos en 1539, que se alejaron de todas las posiciones reformadas, y luego el Libro del Rey en 1543, que restableció la mayoría de las doctrinas católicas anteriores. Durante el reinado de Eduardo VI, hijo de Enrique VIII, se escribieron los Cuarenta y dos artículos bajo la dirección del Arzobispo Thomas Cranmer en 1552. Fue en este documento donde el pensamiento calvinista alcanzó su máximo apogeo de influencia en la Iglesia Inglesa. Estos artículos nunca se pusieron en acción, debido a la muerte de Eduardo VI y el retorno de la Iglesia Inglesa al catolicismo bajo María I, la hija mayor de Enrique VIII.

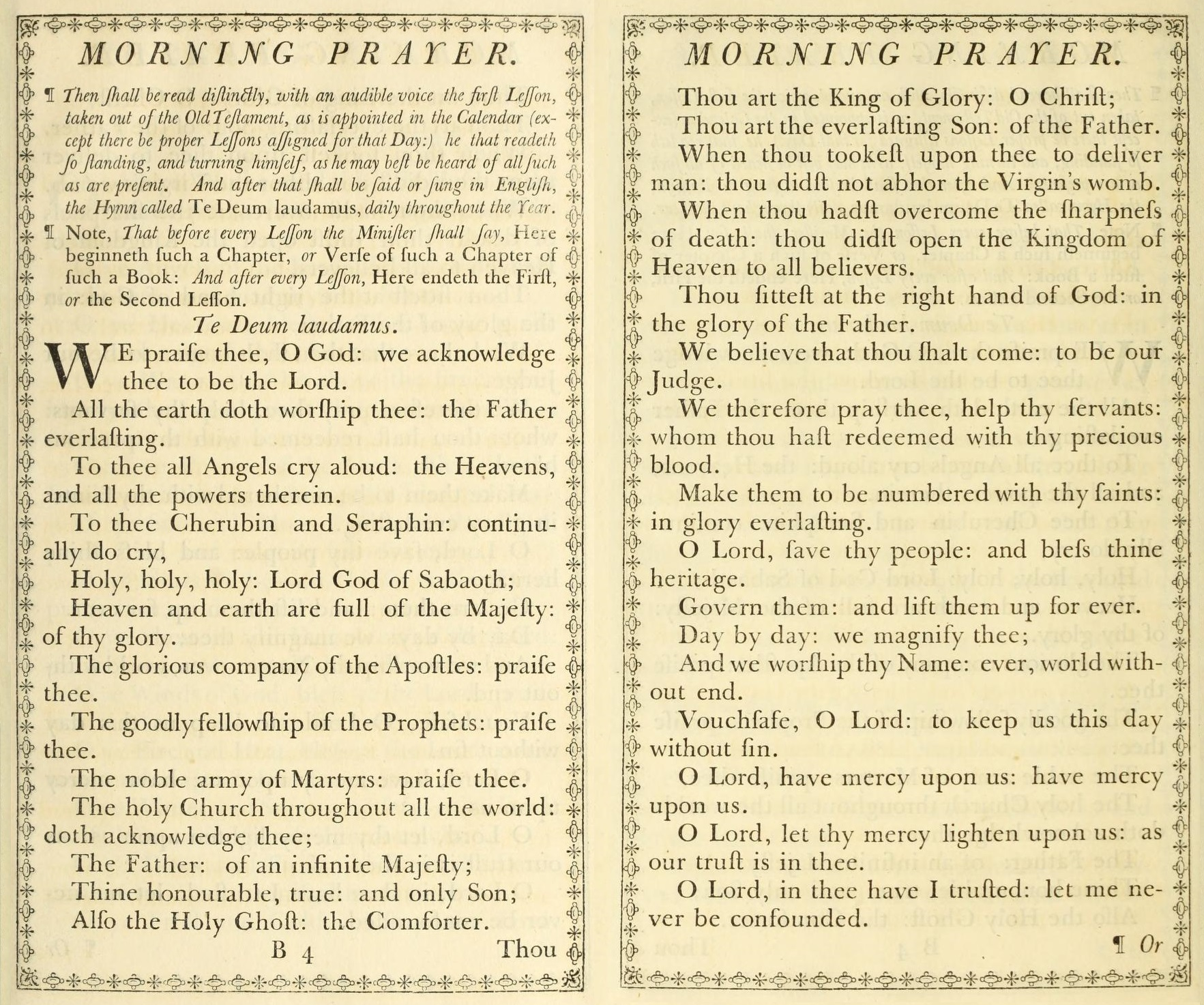
El Libro de Oración Común de 1760.

Finalmente, tras la coronación de Isabel I y el restablecimiento de la Iglesia de Inglaterra como separada de la Iglesia Católica, los Treinta y Nueve Artículos de Religión fueron iniciados por la Convocación de 1563, bajo la dirección de Matthew Parker, el Arzobispo de Canterbury.
Los Treinta y Nueve Artículos fueron finalizados en 1571 y se incorporaron al Libro de Oración Común. Aunque no fue el fin de la lucha entre monarcas y ciudadanos católicos y protestantes, el libro ayudó a estandarizar el idioma inglés y tuvo un efecto duradero en la religión en el Reino Unido y en otros lugares a través de su amplio uso.

## Historia
En esa época, la Iglesia de Inglaterra estaba en búsqueda de una posición doctrinaria con respecto a la Iglesia católica y los movimientos protestantes continentales. En el lapso de 30 años se escribieron y reemplazaron una serie de documentos definitorios en la medida que la situación doctrinal y política se modificó desde la excomunión de Enrique VIII en 1533, hasta la excomunión de Isabel I en 1570.
Antes de la muerte del rey Enrique en 1547, se promulgaron varias declaraciones sentando posiciones. El primer intento fueron Los Diez Artículos en 1536, que tenían una ligera orientación Protestante; el resultado del deseo inglés de una alianza política con el príncipe luterano alemán. La siguiente revisión fueron los Seis Artículos en 1539 los cuales se alejaron de todas las posiciones reformistas, y el Libro del Rey en 1543 el cual restableció casi en su totalidad las doctrinas católicas previas. Luego, durante el reinado de Eduardo VI en 1552, los Cuarenta y dos Artículos fueron escritos bajo la dirección del arzobispo Thomas Cranmer. Es en este documento donde el pensamiento calvinista alcanza el cenit de su influencia en la Iglesia de Inglaterra. Estos artículos nunca se implementaron, a causa de la muerte del rey y la reunión de la Iglesia de Inglaterra con Roma bajo el reinado de Maria I.
Finalmente, al ser coronada Isabel I y restablecerse la Iglesia de Inglaterra los Treinta y nueve artículos de religión fueron promulgados por una Convocatoria de la Iglesia en 1563, bajo la dirección de Matthew Parker, entonces arzobispo de Canterbury, que se alejó de algunas de las ideas calvinistas más extremistas y creó la peculiar doctrina reformista inglesa.
Los artículos, concluidos en 1571, tendrían un efecto duradero en la religión en el Reino Unido y en otras partes al ser incorporados en y ser propagados mediante el Libro de Oración Común (Book of Common Prayer).

Uno de los borradores finales de los Seis Artículos (1539), modificado por la mano del propio Rey Enrique VIII.

## Artículos de las Seis (1539)
Temeroso de quedar aislado diplomáticamente y de una alianza católica, Enrique VIII continuó su acercamiento a la Liga de Esmalcalda luterana. En mayo de 1538, tres teólogos luteranos de Alemania - Franz Burchard, vicecanciller de Sajonia; Georg von Boineburg, doctor en derecho; y Friedrich Myconius, superintendente de la iglesia en Gotha - llegaron a Londres y sostuvieron conferencias con obispos y clérigos ingleses en el Palacio de Lambeth del arzobispo hasta septiembre.
Los alemanes presentaron, como base de acuerdo, una serie de artículos basados en la Confesión Luterana de Augsburgo. Los obispos Cuthbert Tunstall, John Stokesley y otros no se dejaron convencer por estos argumentos protestantes y hicieron todo lo posible para evitar el acuerdo. Estaban dispuestos a separarse de Roma, pero su plan era unirse a la Iglesia Griega y no a los protestantes del continente. Los obispos también se negaron a eliminar lo que los alemanes consideraban abusos (por ejemplo, misas privadas por los difuntos, celibato clerical obligatorio y negación del vino de la comunión al laicado) permitidos por la Iglesia Inglesa. Stokesley consideraba que estas costumbres eran esenciales porque la Iglesia Griega las practicaba. Como el Rey no estaba dispuesto a romper con estas prácticas, los alemanes habían abandonado Inglaterra para el 1 de octubre.
Mientras tanto, Inglaterra estaba en plena agitación religiosa. Los protestantes impacientes se dedicaron a reformas adicionales: algunos sacerdotes decían la misa en inglés en lugar de latín y se casaban sin autorización (el propio arzobispo Cranmer estaba casado en secreto). Los protestantes mismos estaban divididos entre reformadores establecidos que sostenían creencias luteranas que afirmaban la presencia real de Cristo en la Eucaristía y radicales que sostenían opiniones Anabaptistas y Sacramentarias negando la presencia real. En mayo de 1539, un nuevo Parlamento se reunió, y el Lord Canciller Thomas Audley dijo a la Cámara de los Lores que el Rey deseaba uniformidad religiosa. Se nombró un comité de cuatro obispos conservadores y cuatro reformistas para examinar y determinar la doctrina. El 16 de mayo, el Duque de Norfolk señaló que el comité no había acordado nada y propuso que los Lores examinaran seis preguntas doctrinales controversiales que se convirtieron en la base de los Seis Artículos.
Estas son las preguntas debatidas en relación con los Seis Artículos:
1. ¿Podría la Eucaristía ser el verdadero cuerpo de Cristo sin transustanciación?
2. ¿Era necesario administrarla a los laicos en ambas especies?
3. ¿Se debían observar los votos de castidad como parte de la ley divina?
4. ¿Debería ser obligatorio el celibato clerical?
5. ¿Eran necesarias (legítimas) las misas privadas (votivas) por ley divina?
6. ¿Era necesaria la confesión auricular (es decir, la confesión a un sacerdote) como parte de la ley divina?

Durante el siguiente mes, estas preguntas fueron discutidas en el Parlamento y la Convocatoria con la participación activa del Rey. El resultado final fue una afirmación de enseñanzas tradicionales en todo menos en la sexta pregunta. La comunión en una sola especie, el celibato clerical obligatorio, los votos de castidad y las misas votivas fueron considerados una forma legítima. Los protestantes lograron una pequeña victoria en la confesión auricular, que fue declarada "expediente y necesaria de ser retenida" pero no requerida por la ley divina. Además, aunque la presencia real fue afirmada en terminología tradicional, la palabra transubstanciación en sí misma no apareció en la versión final.